# Último encuentro
Último encuentro és una pel·lícula dramàtica espanyola del 1967 dirigida per Antxon Ezeiza. Va ser inscrita al 20è Festival Internacional de Cinema de Canes.

## Sinopsi
Antonio Esteve és un famós ballarí de flamenc casat amb la bella Elena. Intenta amagar els seus humils orígens i la traïció del seu millor amic, Juan.

## Repartiment
- Antonio Gades - Antonio Esteve
- Daniel Martín - Juan
- Calderas - cantant de tango
- María Cuadra - Elena
- Pepe de la Peña - bailaor
- Perico el del Lunar - guitarrista
- Emilio de Diego - guitarrista
- Enrique Esteve - bailaor
- Cristina Hoyos - bailaora
- José Luna 'El Tauro' - bailaora
- Juan Maya - guitarrista
- José Menese - cantant de martinete
- Daniel Moya - guitarrista
- Félix Ordóñez - bailaor